# Скоке
Скоке (словен. Skoke) — поселення в общині Миклавж-на-Дравськем Полю, Подравський регіон‎, Словенія.